# Hydrocotyle vulgaris
Hydrocotyle vulgaris, comummente conhecida como trevão,   é uma planta perene do tipo fisionómico dos helófitos, pertencente à família Apiaceae.

## Descrição
É uma planta glabra, salvo no pecíolo das folhas e, por vezes, nas inflorescências. Conta com caules prostrados e largam raízes a partir dos nós inferiores.
Relativamente às folhas, estas são peltadas, assumindo formatos que podem ir de orbiculares a suborbiculares, com  pequenos recortes marginais e arredondados. A a base tem um formato sensivelmente redondo, ostentando 7 a 9 nervuras principais e contando ainda com pecíolos hirsutos na parte superior.
Dispõe, ainda, de duas estípulas membranáceas, que caducam por ora da na época de floração, que ocorre de Maio a Novembro.
Por seu turno, as inflorescências são axilares, apresentando dimensões mais reduzidas ou sensivelmente semelhantes às das folhas contíguas. Estas inflorescências não costumam ramificar, sendo raros os casos em que há mais do que uma umbela a despontar dum único eixo de crescimento.
Quanto às umbelas, costumam ter duas a seis (e em raras ocasiões oito) flores sésseis ou subsésseis, as quais são hermafroditas, dotadas de uma bractéola lanceolada e aguda, cálice sem dentes e pétalas de coloração que alterna entre o alvadio a amarelo, amiúde sarapintadas com pintas castanho-avermelhadas.
Dispõe de um disco epigínico nectarífero, resultante de um espessamento da base dos estiletes, chamado estilopódio. Durante a frutificação, altura em que gera frutos amarelos com pintas castanho-avermelhadas, o estilete mantém-se.

## Distribuição
Encontra-se em grande parte da Europa continental, no Norte, no Centro e nalgumas regiões circunspectas da orla mediterrânea.

## Portugal
Trata-se de uma espécie autóctone de Portugal Continental e do arquipélago dos Açores.
Mais concretamente, quanto a Portugal continental, medra nas zonas do Noroeste Ocidental, na Terra Quente transmontana, em todas as zonas do Centro-Oeste, no Centro-Sul Miocénico e Plistocénico e nas zonas do Sudoeste Setentrional e Meridional.
Mais concretamente, quanto aos Açores, aparece na ilha de São Miguel, na ilha Terceira, na ilha de São Jorge, na ilha do Pico, na ilha do Faial e na ilha das Flores, não surgindo nas restantes ilhas do arquipélago.

## Ecologia
Medra em campinas e várzeas húmidas, é ainda uma espécie ripícola, que se dá na orla de cursos de água, em tremedais, terrenos turfosos, brejos e noutros sítios mádidos nas cercanias da orla costeira.

## Farmacologia
Na tradição folclórica portuguesa, o trevão chegou a ser usado na confecção de mezinhas, como purgante e diurético.